# فان مكوي
فان مكوي (بالإنجليزية: Van McCoy)‏ هو موسيقي ومغني ومنتج أسطوانات وكاتب أغاني ومغن مؤلف أمريكي، ولد في 6 يناير 1940 في واشنطن العاصمة في الولايات المتحدة، وتوفي في 6 يوليو 1979 في إنغلوود في الولايات المتحدة بسبب نوبة قلبية.

## وصلات خارجية
- الموقع الرسمي
- فان مكوي على موقع IMDb (الإنجليزية)
- فان مكوي على موقع ميوزك برينز (الإنجليزية)
- فان مكوي على موقع إن إن دي بي (الإنجليزية)
- فان مكوي على موقع أول ميوزيك (الإنجليزية)
- فان مكوي على موقع ديسكوغز (الإنجليزية)
- فان مكوي على موقع قاعدة بيانات الفيلم (الإنجليزية)